# La Salle Fútbol Club
La Salle Fútbol Club (usualmente llamado La Salle) fue un club de fútbol amateur y profesional. Fue campeón de dos títulos en la era amateur de la Primera División de Venezuela. Con sede en Caracas, el club disputaba desde 1952 sus partidos en el Estadio Olímpico de la UCV.

## Historia
En 1922 fue fundado el colegio "La Salle" por curas católicos en el casco central de Caracas y ya en 1926 participaba un equipo "La Salle" en el fútbol amateur de Venezuela. En efecto los colegiales Antonio Duplat, Teunis Stolk, Jorge José Rivas, Miguel Torres Cárdenas y Pedro Mendoza formaron un grupo deportivo que se llamó Federación La Salle y que participó en el Campeonato de Primera División de 1926. El equipo jugaba en el "Campo de Deportes" que estaba en lo que hoy día es la Avenida O'Higgins, en la urbanización El Paraíso de la ciudad capital.
El Presidente del equipo La Salle F.C. en 1952-1955, cuando el equipo fue dos veces campeón de Venezuela (en la era amateur), fue el Dr. José Jacinto Gutiérrez Alfaro. En la Directiva estaban Florencio Gómez Núñez, Julio Santander, Eduardo Acosta y José Luis Branger entre otros. Los cronistas de fútbol más destacados de la prensa venezolana en esos años eran Napoleón Arráiz “El Hermanito”, Don K-MILO y Felo Giménez.
En 1952, el equipo La Salle F.C. estaba conformado por: “Pepino” Delfino (Portero), Benítez, Mario Fernández, “Pescaíto” Gómez, Roque, Castañeda, Pedro Cabillón, Irure, Ángel Otero, “El Loco” Bernau y Candal. Pero en 1953, la Junta Directiva del equipo decidió realizar algunos cambios fundamentales para obtener niveles de profesionalidad.  Gracias a la amistad que tenía el directivo Florencio Gómez Núñez con la leyenda de la portería Ricardo Zamora, se decidió su contratación como Director Técnico del Club para ese período del campeonato. 
La madrina fue Beatriz “La Cholita” Tovar y el equipo de La Salle F.C. quedó conformado en 1953 por: Miguel Sanabria, Tornay y Vázquez como porteros; Lanza, “El Loco” Bernau y Nieto como defensas; Campos, Ángel Otero, Mario Fernández y Rodolfo Noya e Ismael Soria como mediocampistas; los hermanos Juan Carlos y Basilio Padrón, Pedro Cabillón, Hely Olivares, Oscar Esmóriz, Gonzalo Pozo, Berni, Castillo y Luis Alberto Miloc en la delantera; Ricardo Zamora como entrenador y Director Técnico.
El La Salle FC participó también en dos ediciones de la Pequeña Copa del Mundo de Clubes celebrada en Caracas, alcanzando en ambas ediciones el 4° lugar. En 1952 el La Salle fue el campeón de Venezuela de 1952 y tomó el reto de representar al país en la primera edición de la Pequeña Copa del Mundo frente al Real Madrid (España), Millonarios de Bogotá (Colombia) y Botafogo (Brasil): casi logró ganarle al Real Madrid en el primer partido, luego de terminar el primer tiempo 2:0 en su favor. El certamen se jugó en un estadio Olímpico de la UCV con olor a cemento fresco, debido a que el recinto había sido inaugurado en diciembre de 1951. 
Sucesivamente a la era amateur, el La Salle FC jugó como equipo profesional desde 1957, llegando de segundo ese año. En los años siguientes el equipo hizo actuaciones de nivel secundario, siendo superado por el creciente fútbol de colonias que le quitó parte de su público (especialmente el español). En 1965 hizo su última aparición en la máxima División del fútbol venezolano, terminando de último en la clasificación. Sucesivamente fue disuelto.

## Palmarés

### Era amateur
- Primera División de Venezuela: 2
  - Campeón (2): 1952, 1955
  - Subcampeón (3): 1950, 1953, 1956

### Era profesional
- Primera División de Venezuela:
  - Subcampeón (1): 1957